# Manfred Binz
Manfred „Manni“ Binz (* 22. September 1965 in Frankfurt am Main) ist ein ehemaliger deutscher Fußballspieler. In seiner aktiven Fußballerkarriere wurde der Libero 1988 mit Eintracht Frankfurt DFB-Pokalsieger und 1992 mit der deutschen Nationalmannschaft Vize-Europameister.

## Karriere als Spieler

### Verein
Manfred Binz kam als 18-Jähriger vom Frankfurter Stadtteilclub VfR Bockenheim zur Eintracht. Zugunsten des Fußballs brach er die Schule ab, später holte er einen Schulabschluss nach. In den Jahren 1984 bis 1986 kam Binz fünf Mal in der Bundesliga zum Einsatz, gehörte aber zu Beginn der Spielzeit 1986/87 eigentlich nicht mehr dem Bundesligakader an, sondern sollte nur noch bei den Amateuren spielen. Nachdem kurz vor Saisonbeginn jedoch mehrere Spieler verletzungsbedingt ausgefallen waren, holte der Trainer Dietrich Weise den ausgemusterten Binz wieder in den Profikader. Binz nutzte seine Chance, erkämpfte sich durch überzeugende Leistungen einen Stammplatz und wurde zum unumstrittenen Abwehrchef der Frankfurter Eintracht, für die er in acht Jahren 246 Bundesliga-Spiele in Folge absolvierte und in dieser Zeit den Spitznamen Manni der Libero erhielt. Obwohl Frankfurt Anfang der 1990er Jahre stets zu den Titelanwärtern gehörte, blieb Binz während seiner aktiven Spielerkarriere der Gewinn der Deutschen Meisterschaft verwehrt. So blieb der DFB-Pokalsieg von 1988 für ihn der sportliche Höhepunkt seiner aktiven Laufbahn.
In Frankfurt kam es im März 1994 nach dem Ausscheiden im UEFA-Pokal unter Klaus Toppmöller zum Zerwürfnis, was den langsamen Abschied des Liberos einläutete. Die Wogen glätteten sich zwar wieder, nach dem Abstieg der Eintracht aus der Bundesliga 1996 verließ er aber Frankfurt in Richtung Italien. Fortan spielte er für den italienischen Zweitligisten Brescia Calcio, mit dem er sofort in die erste Liga aufstieg. In der Winterpause 1997/98 folgte der Rückgang in die Bundesliga, in der er bei Borussia Dortmund seine Profi-Karriere langsam ausklingen ließ.
Weitestgehend nur als Reservespieler berücksichtigt, kehrte er im Sommer 1999 in seine hessische Heimat, ausgerechnet zum Frankfurter Erzrivalen, dem Zweitligisten Kickers Offenbach, zurück. Dort folgte schon ein Jahr später der Abstieg in die Regionalliga Süd. Binz blieb den Kickers noch zwei Jahre treu und wechselte dann wieder zu Eintracht Frankfurt, für deren Amateur-Mannschaft er 2003 noch einmal acht Spiele in der Regionalliga Süd bestritt.
Binz wurde als Musterprofi bezeichnet, der während seiner Zeit als Leistungssportler auch dank gesunder Lebensweise, Ernährung und regelmäßiger vorbeugender Krankengymnastik bis auf einen Jochbein- und einen Armbruch keine schweren Verletzungen erlitt. Im Sommer 2013 zog er sich bei einem Prominentenspiel einen Riss der Achillessehne zu.

### Nationalmannschaft
Binz bestritt insgesamt 14 Spiele für die Nationalmannschaft. Erstmals wurde er vom Bundestrainer Berti Vogts im August 1990 beim Freundschaftsspiel gegen Portugal (1:1) aufgeboten. Schon bald entwickelte sich Binz zum Stamm-Libero der Mannschaft. Im Juni 1992, beim letzten Testspiel vor der Europameisterschaft 1992 in Schweden, gelang Binz beim 1:1 gegen Nordirland ein Treffer in der Nationalmannschaft.
Doch das Turnier in Schweden sollte sich nicht gut für Binz Karriere auswirken: Schon bald wurde er für grobe Fehler in den Abwehrreihen – vor allem nach der 1:3-Niederlage gegen die Niederlande – persönlich verantwortlich gemacht, wodurch seine Ambitionen auf eine längere Karriere in der DFB-Elf beendet wurden. Nach den drei Vorrunden-Spielen in Schweden (auch wenn das Weiterkommen gesichert wurde) bestritt er nie wieder ein Länderspiel für die deutsche Nationalmannschaft. Da die Mannschaft jedoch das Finale erreichte (und mit 0:2 gegen Dänemark verlor), wurde Binz Vize-Europameister.

## Karriere als (Co-)Trainer
Von Januar 2004 bis zum Ende der Spielzeit 2007/08 war Binz als Co-Trainer bei Kickers Offenbach tätig. Im Zuge der Trainerentlassung von Jørn Andersen nach dem Abstieg in die Regionalliga wurde auch Co-Trainer Manfred Binz am 25. Mai 2008 in Offenbach entlassen. Seitdem war Manfred Binz als Co-Trainer beim FSV Frankfurt tätig. Von diesen Aufgaben wurde er aber im Oktober 2009 entbunden.
In der Saison 2010/11 betreute Manfred Binz die erste Mannschaft des Frankfurter Gruppenligisten FC Germania 1911 Enkheim als Cheftrainer.
Am 22. Februar 2011 gab Kickers Offenbach bekannt, dass Binz Teil des Trainerstabs um Cheftrainer Wolfgang Wolf wird. Damit war Binz zum zweiten Mal im Trainerstab der Offenbacher eingebunden. Allerdings wurde nur wenige Tage nach Binz Beginn der Cheftrainer Wolf entlassen. Nach der Entlassung von Wolf-Nachfolger Gerstner übernahm Binz am 30. April 2011 zusammen mit Tobias Dudek interimsweise das Traineramt. Am 6. Februar 2013 wurde er zusammen mit dem Cheftrainer Arie van Lent beurlaubt, nachdem die Kickers eine Serie von sechs Niederlagen in sieben sieglosen Spielen hatten.
Manfred Binz wirkt in der Fußballschule von Eintracht Frankfurt mit.

## Erfolge als Fußball-Profi
- DFB-Pokal (1): DFB-Pokal 1987/88 mit Eintracht Frankfurt.
- Vize-Europameister (1): EM 1992 mit Deutschland

## Trivia
Binz ist heute im Raum Frankfurt/Main zu Hause. Er ist verheiratet, das Ehepaar hat vier Kinder.